# Monte Amagi
Il monte Amagi (天城山?, Amagi-san) è formato da una catena di picchi vulcanici situati nella parte centrale della penisola di Izu, sull'isola di Honshū. Ad esso è talvolta attribuito il nome di Amagi Renzan (天城連山?), ovvero catena del monte Amagi.

## Descrizione
L'Amagi ha numerosi picchi, tra i quali il più alto è il Bansaburōdake (万三郎岳?) (1406 metri), seguito dal Banjirōdake (万二郎岳?) (1300 metri) ed il Tōgasayama (遠笠山?) (1197 metri).
La flora dell'Amagi include rododendri, andromeda del Giappone, stewartia e faggi.
Il monte venne inserito nella lista dei "100 famosi monti del Giappone" (Nihon Hyaku-meizan) di Kyūya Fukada.